# بخش د کانیولاز
بخش د کانیولاز (به اسپانیایی: Partido de Cañuelas) یک منطقهٔ مسکونی در آرژانتین است که در استان بوئنوس آیرس واقع شده‌است. بخش د کانیولاز ۱٬۲۰۰ کیلومتر مربع مساحت و ۴۲٬۵۷۵ نفر جمعیت دارد.